# In aller Stille (Album)
In aller Stille ist das vierzehnte Studioalbum der Rockband Die Toten Hosen. Es erschien am 14. November 2008 beim bandeigenen Label JKP. 

## Entstehungsgeschichte und Hintergrund
In aller Stille stellt die erste Zusammenarbeit der Band mit dem Musikproduzenten Vincent Sorg und den „Principal Studios“ in Senden dar. Co-Produzent ist Hans Steingen, der die Band zudem musikalisch unterstützt.
Über die Entstehung des Albums in den Principal Studios drehte Hella Wenders ein dokumentarischer Film mit dem Titel Innen alles neu – Wie alles anfing, welches der ersten Ausgabe des Albums als DVD beigelegt ist.
Neben dem schnellen, punkigen Intro Strom enthält das Album hauptsächlich ruhigere Titel mit nachdenklichen, philosophischen Texten, die wie in allen Alben der Band zuvor fast ausschließlich aus der Feder Campinos stammen. Musikalisch stellt die Band das Album unter das Thema „Energie“.
Die Ballade Auflösen singt Campino im Duett mit seiner Bühnenpartnerin Birgit Minichmayr aus der Aufführung von Brechts Dreigroschenoper im Berliner Admiralspalast 2006. Raphael Zweifel spielt Cello in den Musikstücken Tauschen gegen dich und Auflösen.
Die Covergestaltung unterlag dem Grafiker Dirk Rudolph.

## Titelliste
1. Strom – 2:48 (Musik und Text: Campino)
2. Innen alles neu – 2:57 (Meurer / Campino)
3. Disco – 3:22 (Campino)
4. Teil von mir – 3:00 (v. Holst / Campino)
5. Auflösen – 3:19 (Campino / Campino, Birgit Minichmayr)
6. Leben ist tödlich – 3:26 (Meurer / Campino)
7. Ertrinken – 4:13 (Breitkopf / Campino, Arezu Weitholz)
8. Alles was war – 3:05 (Breitkopf / Campino)
9. Pessimist – 2:47 (Breitkopf / Campino)
10. Wir bleiben stumm – 3:33 (von Holst / Campino)
11. Die letzte Schlacht – 3:03 (von Holst, Meurer / Campino)
12. Tauschen gegen dich – 3:16 (von Holst / Steingen, Campino)
13. Angst – 3:12 (von Holst / Campino)

## Singles
- Strom (2008)

1. Strom – 2:48
2. Dagegen – 2:22 (Ritchie / Campino)
3. Traum – 3:13 (Breitkopf, Meurer / Campino)
4. Urlaubsgrüße – 3:07 (v. Holst / Campino)

- Alles was war (2009)

1. Alles was war – 3:05
2. Kaufen geh’n – 2:55 (Breitkopf / Campino)
3. Sorgen um Thomas – 3:01 (v. Holst / Campino)

- Auflösen (2009)

1. Auflösen – 3:21
2. All You Need Is Love – 2:59 (John Lennon / Paul McCartney)
3. Fast wie im Film – 2:19 (Campino)

- Ertrinken (2009)

1. Ertrinken – 4:13
2. Neue Mitte – 2:28 (Campino, Funny van Dannen)
3. Im Nebel – 2:34 (Campino / Hermann Hesse)

## Musikvideos
Das Musikvideo aus dem Jahr 2008 zum Lied Strom stammt vom Regisseur Philipp Stölzl. Es erzählt die Geschichte der Band, die beim Üben im Proberaum wortwörtlich unter Strom steht, weil die Kabel durchgeschmort sinnd. Zunächst schießen Blitze aus den Augen der Musiker, die Haare stehen ihnen zu Berge und ihre Haut verbrennt, sie spielen jedoch weiter, bis sich lediglich ihre Skelette über die Bühne bewegen. Nach einem letzten Sprung fallen ihre Knochen zu Boden. Der Roadie, gespielt vom ehemaligen Big Brother Teilnehmer Serafino, der die bestellten Getränke hereinbringt, schüttet vor Schock den Kaffee aus.
2009 wurden drei weitere Musikvideos, jeweils zu den Singleauskoppelungen des Albums veröffentlicht: Alles was war, größtenteils in schwarz-weiß, entstanden unter der Regie von Paul Shyvers, zeigt Die Toten Hosen hauptsächlich im Tourbus, im Backstagebereich und beim Soundcheck auf der Bühne. Der Musikfilm zu Auflösen, in dem Birgit Minichmayr und Campino ein Liebespaar mimen, ist eine weitere Zusammenarbeit der Band mit Regisseur Wim Wenders. Das Video wurde außerdem im 35-mm-Kinoformat veröffentlicht und als Vorfilm zu Maren Ades Alle anderen im Kino gezeigt. Ertrinken wurde von Jungfilmer Martin Carolus Zillmann mit Campino in einer Berliner Gefängniszelle gedreht.

## Resonanz
Nachdem die Band drei Jahre pausiert hatte und die Machmalauter Tour im Vorfeld ausverkauft war, erreichte In aller Stille bereits in der ersten Woche Platz eins der deutschen Charts und wurde in Deutschland mit 3× Gold für mehr als 300.000 verkaufte Tonträger ausgezeichnet.
Der Musikexpress bezeichnet das Album als eine „missmutige Melange aus Melancholie und Nihilismus“ und schreibt von einem „Stimmungstief“ bei Leben ist tödlich und vom „Kitschhoch“ bei Auflösen.
laut.de nennt die Musik der Band auf diesem Album „emotional und tiefgehend wie schon lange nicht mehr.“ und der Rezensent der Zeitschrift Rock Hard schreibt: „In aller Stille klingt erwachsen, nachdenklich, reif und hart, an den richtigen Stellen melancholisch und ruhig, pathetisch und originell.“ Frank Thiessies vom Metal Hammer hält das Album für „wärmer“ und „vergleichsweise wild“ im Vergleich zu den „letzten Studiowerken“; nach seiner Meinung „wagen und rocken die Hosen wieder mehr, ohne die vertrauten Altstadt-Kneipen völlig zu verlassen“.

## Veröffentlichung für Argentinien
Am 3. April 2009 veröffentlichte die Band eine Version des Albums unter dem Titel La hermandad – En el principio fue el ruido mit dem Untertitel: En el final fue el silencio (span. Brüderschaft – Am Anfang war der Lärm, am Ende war die Stille) hauptsächlich für den argentinischen Markt. Es handelt sich hierbei um eine Kompilation, zusammengestellt aus Liedern der Alben In aller Stille und Zurück zum Glück und der Single Friss oder stirb.

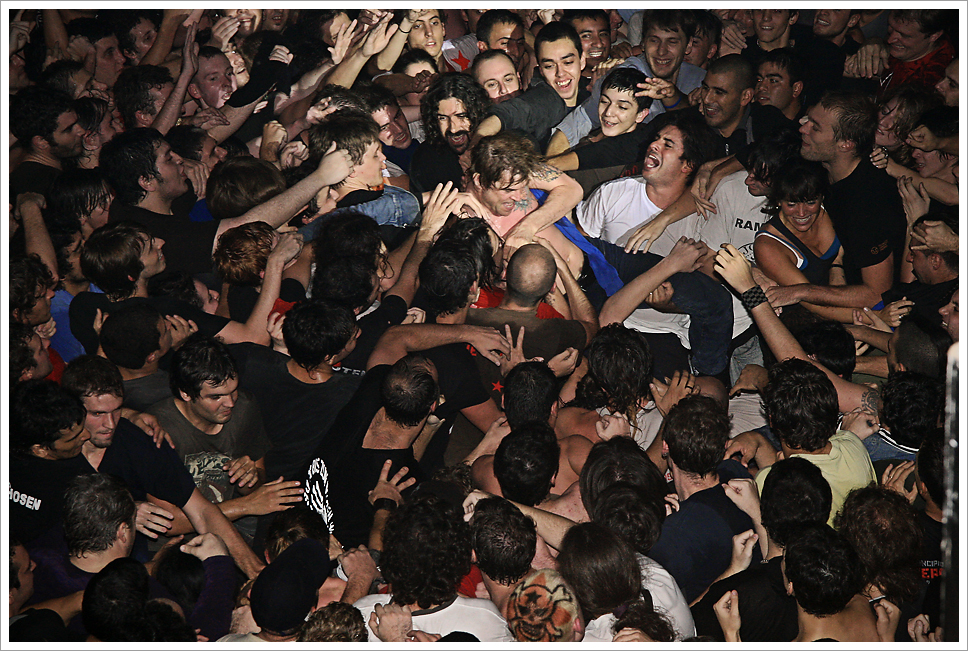
Campino beim Crowd Surfing am 25. April 2009 im Teatro Colegiales in Buenos Aires

Die älteren Aufnahmen erfuhren ein Remix. Das spanischsprachige Lied Uno, dos ultraviolento stammt ursprünglich von der argentinischen Punkband Los Violadores, die den Titel erstmals 1983 veröffentlichte. Der Text basiert, wie Hier kommt Alex, auf dem Film A Clockwork Orange. Neben zwei weiteren Coverversionen The Guns of Brixton, ursprünglich von The Clash und Viva la Muerte von Slime, enthält das Album eine Erstveröffentlichung. Vida desesperada ist ein deutschsprachiges Lied mit dem spanischen Refrain: „Una vida desesperada, no dejamos de luchar.“ (span. „Es ist ein verzweifeltes Leben, wir hören nicht auf zu kämpfen.“).
Während der Vorführung des Songs Uno, dos ultraviolento im Teatro Colegiales in Buenos Aires im April 2009 filmten sich Die Toten Hosen mit Fingerkameras. Eine der Minikameras war an Campinos Mikrofon angebracht. Tato Pereda stellte aus den Aufnahmen ein Musikvideo zusammen.
1. Strom – 2:48
2. Weißes Rauschen – 2:07 (Andreas Meurer / Campino)
3. Innen alles neu – 2:57
4. Disco – 3:22
5. Vida desesperada – 3:11 (Breitkopf / Campino)
6. Ich bin die Sehnsucht in dir – 4:03 (von Holst / Campino, Weitholz)
7. Pessimist – 2:47
8. Friss oder stirb – 3:43 (von Holst / Campino)
9. Viva la muerte – 3:59 Cover von Slime (Mayer-Poes / Mahler)
10. Leben ist tödlich – 3:26
11. Goodbye Garageland – 2:23 (Meurer / Campino, Ritchie, Matt Dangerfield)
12. The Guns of Brixton – 2:57 Cover von The Clash (Paul Simonon / Simonon)
13. Teil von mir – 3:00
14. Alles was war – 3:05 (Breitkopf / Campino)
15. Die letzte Schlacht – 3:03
16. Uno, dos ultraviolento – 2:57 Cover von Los Violadores (Stuka)
17. Freunde – 4:01 (Frege, von Holst / Campino)
18. Angst – 3:12